# Bahnhof Waldstraße
Der Bahnhof Waldstraße war ein Bahnhof der Aartalbahn in der hessischen Landeshauptstadt Wiesbaden. Er wurde an der Tannenstraße im Biebricher Waldstraßenviertel eröffnet.

## Geschichte
Im Zuge des Neubaus des Wiesbadener Hauptbahnhofs wurde die Aartalbahn neu trassiert und damit der Biebricher Stadtteil Waldstraße neu erschlossen. Der Baumschulenbesitzer Pawlitzki regte den Bau einer Station an und da das Waldstraßenviertel zu diesem Zeitpunkt schnell wuchs, stimmten die Stadt Biebrich und die Königlich Preußische und Großherzoglich Hessische Eisenbahndirektion Mainz zu. Der ab 1904 errichtete Bahnhof konnte am 15. Oktober 1905 eröffnet werden. Durch die ungünstige Lage am Rand des Viertels erreichte der Bahnhof keine große Bedeutung für den Personenverkehr, er war jedoch wichtige Betriebsstelle für die Bedienung des Güterbahnhofs Wiesbaden West. Am 25. September 1983 verkehrte der letzte Personenzug am Bahnhof Waldstraße, kurz zuvor war bereits der Güterbahnhof geschlossen worden. Im Rahmen des Projektes „Stadtbahn Wiesbaden“ und der Reaktivierung der Aartalbahn ist ein Neubau des Bahnhofs wegen der geringen Auslastung nicht vorgesehen.

## Bahnanlagen

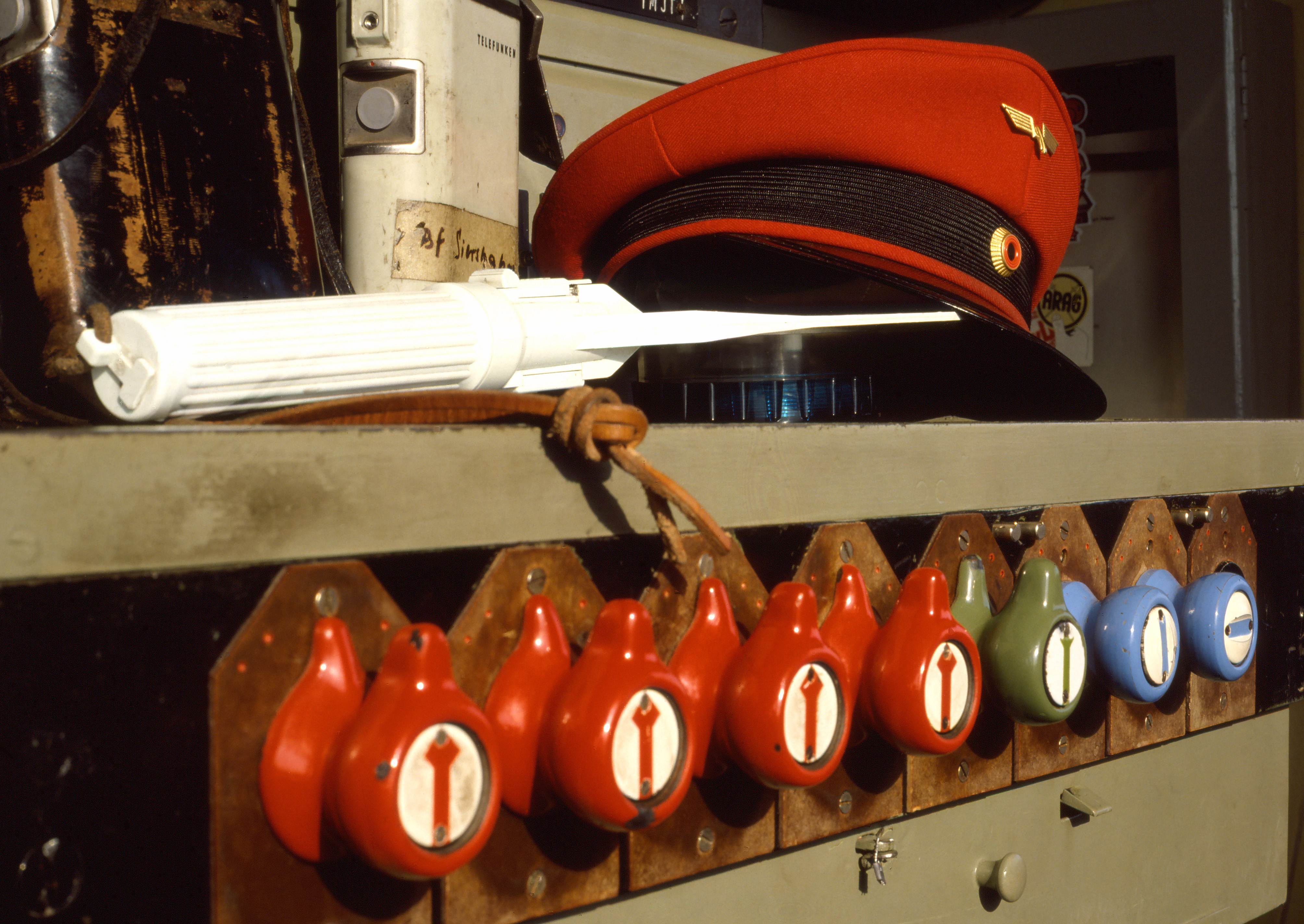
Stellwerk, 1981

Die Aartalbahn führt vom nordwestlich gelegenen Bahnhof Wiesbaden-Dotzheim durch den Bahnhof Waldstraße zum Wiesbadener Hauptbahnhof. Unmittelbar nördlich des Bahnhofs zweigte die Stichstrecke zum Güterbahnhof und der Lindsey Air Station ab, verlief jedoch noch etwa 1,3 km parallel, bevor sie hinter der Brücke über die Schiersteiner Straße nach rechts wegschwenkt. In südlicher Richtung zweigt die Trasse der 1907 eröffneten Verbindungskurve zum Bahnhof Wiesbaden Ost ab. Erst nach 1,2 km (hinter dem Bahnhof Landesdenkmal) fand die örtliche Trennung der Trassen statt. Bis in die 1960er Jahre hatte der Bahnhof drei Gleise, dann wurde er auf ein Gleis zurückgebaut und auf dem Bahnsteig ein kleiner Aufenthaltsraum für den Fahrdienstleiter geschaffen. Dies führte nun zu der kuriosen baulichen Situation, dass der Bahnhof Waldstraße zwar nur über ein einzelnes Gleis mit Bahnsteig verfügte, jedoch über vier Einfahrsignale. Bahnbetrieblich handelte es sich quasi um einen Haltepunkt zwischen zwei Abzweigstellen. Zuletzt befand sich dort ein elektromechanisches Stellwerk der Bauform E 43. Heute sind die parallelen Strecken größtenteils auf ein Gleis zusammengefasst.

## Empfangsgebäude

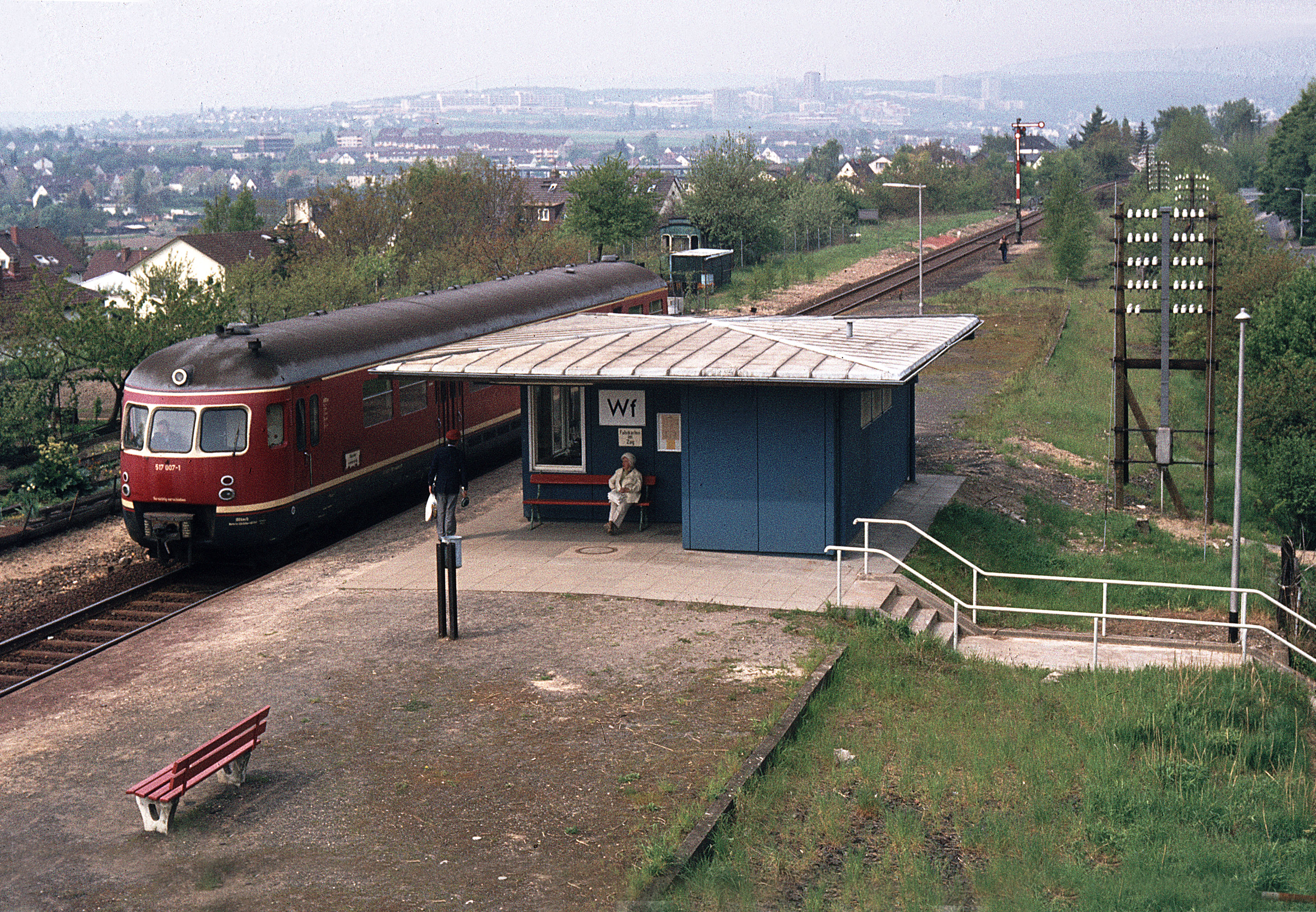
Das „neue“ Stationsgebäude, das im Wesentlichen das Stellwerk „Wf“ beherbergte, mit Akkumulatortriebwagen der Baureihe 517. Aufnahme 1980

Das Empfangsgebäude wurde 1904 im Jugendstil erbaut und befand sich unterhalb des erhöhten Bahndamms. Im Zweiten Weltkrieg wurde das Gebäude erheblich zerstört und verwahrloste zusehends, seit den 1960er Jahren befindet es sich im wechselnden privaten Besitz und ist heute ein Schulungszentrum von Siedle. Als Ersatz wurde ein schlichter Bau direkt am Bahnsteig genutzt, der auch das Stellwerk enthielt.

## Dokumente
- Joachim Seyferth: Der Bahnhof Waldstraße. Audio-CD, 30 min. Joachim Seyferth Verlag, Wiesbaden.